# Wynton Kelly
Wynton Kelly fue un pianista jamaicano de jazz que desarrolló el grueso de su carrera en Estados Unidos. 

## Biografía
Nacido en Jamaica, su familia se traslada al distrito de Brooklyn, Nueva York cuando Kelly tenía tan sólo cuatro años.  Es allí, ya adolescente, donde da comienzo su carrera profesional, inicialmente como músico de r&b para artistas como Eddie "Cleanhead" Vinson, Hal Singer, o Eddie "Lockjaw" Davis. Kelly, quien grabaría 14 títulos para Blue Note Records con su propio trío, trabaja con Dinah Washington, Dizzy Gillespie, y  Lester Young entre 1951 y 1952. Tras su servicio militar vuelva a colaborar con  Washington (1955-1957), con Charles Mingus (1956-1957), y con la Big Band de Dizzy Gillespie (1957), pero tras ello comienza su colaboración con Miles Davis (1959-63) con quien grabaría álbumes como Kind of Blue, At the Blackhawk, o Someday My Prince Will Come. Tras abandonar a Davis forma su propio trío con el resto de la sección rítmica de la banda, el bajista Paul Chambers y el baterista Jimmy Cobb, un grupo que logra su mejor momento con Wes Montgomery. 
Antes de su temprana muerte, Wynton Kelly había grabado como líder para sellos como Blue Note, Riverside, Vee-Jay, Verve o Milestone.

## Estilo y valoración
Extraordinario acompañante y distintivo solista (décadas más tarde sería una fuerte influencia para Benny Green, entre otros muchos), Wynton Kelly fue además uno de los más prolíficos músicos de su tiempo. Su participación en la grabación de Kind of Blue, que muchos consideran el mejor álbum de la historia del jazz, le hizo pasar a la historia, y su estilo impecable y elegante creó escuela entre muchos pianistas. Su temprana muerte privó al jazz de una de sus figuras más inventivas y los críticos han destacado la escasa atención que ha recibido su enorme figura.

## Discografía

### Como líder
- 1951:  Piano Interpretations (Blue Note)
- 1958:  Piano (Riverside)
- 1959:  Kelly Blue (Riverside)
- 1959:  Kelly Great (Vee-Jay)
- 1960:  Kelly at Midnight (Vee-Jay)
- 1961:  Wynton Kelly! (Vee-Jay)
- 1961:  Someday My Prince Will Come (Vee-Jay)
- 1963:  Comin' in the Back Door (Verve)
- 1964:  It's All Right! (Verve)
- 1965:  Undiluted (Verve)
- 1965:  Smokin' at the Half Note (Verve)
- 1965:  Blues on Purpose (Xanadu Records)
- 1967:  Full View (Milestone Records)
- 1968:  Last Trio Session (Delmark)

### Como acompañante
Con Julian "Cannonball" Adderley
- Things Are Getting Better (1958)
- Cannonball Adderley Quintet in Chicago (1959)
- Cannonball Takes Charge (1959)
- African Waltz (1961)
- The Cannonball Adderley Quintet Plus (1961)

Con Nat Adderley
- Much Brass (1959)
- That's Right! (1960)
- Naturally! (1961)

Con Lorez Alexandria
- Alexandria the Great (1964)
- More of the Great (1964)

Con Gene Ammons
- Night Lights (1970)

Con Walter Benton
- Out of This World (1960)

Con Bob Brookmeyer
- Jazz is a Kick (1960)

Con Joy Bryan
- Make the Man Love Me (1961)

Con Donald Byrd
- Off to the Races (1958)

Con Betty Carter
- Out There (1958)

Con Paul Chambers
- Go... (1959)
- 1st Bassman (1960)

Con James Clay
- The Sound of the Wide Open Spaces!!! (1960)

Con Jimmy Cleveland
- Cleveland Style (1957)

Con John Coltrane
- Coltrane Jazz (album)|Coltrane Jazz (1961)

Con King Curtis
- The New Scene of King Curtis (1960)
- Soul Meeting (1960)

Con Miles Davis
- Kind of Blue (1959)
- |Someday My Prince Will Come (1961)

Con Dizzy Gillespie
- Dizzy and Strings (1954)
- Dizzy Atmosphere (1957)
- Birks' Works (1957)
- Dizzy in Greece (1957)
- Dizzy Gillespie at Newport (1957)

Con Benny Golson
- Benny Golson's New York Scene (1957)
- The Modern Touch (1957)
- Turning Point (1962)

Con Paul Gonsalves
- Gettin' Together (1960)

Con Dexter Gordon
- The Jumpin' Blues (1970)

Con Grant Green
- First Session (1960)

Con Johnny Griffin
- Introducing Johnny Griffin (1956)
- A Blowin' Session (1957)

Con Eddie Harris
- Cool Sax, Warm Heart (1964)

Con Jimmy Heath
- On the Trail (1964)

Con Bill Henderson
- Bill Henderson Sings (1959)

Con Joe Henderson
- Four (1968)
- Straight, No Chaser (1968)

Con Ernie Henry
- Seven Standards and a Blues (1957)
- Last Chorus (1957)

Con Billie Holiday
- Lady Sings the Blues (1956)

Con Helen Humes
- Swingin' with Humes (1961)

Con Illinois Jacquet
- The Blues That's Me (1969)

Con Eddie Jefferson
- Letter From Home (1962)

Con J. J. Johnson
- The Eminent Jay Jay Johnson Volume 2 (1954)

Con Elvin Jones & Philly Joe Jones
- Together! (1961)

Con Sam Jones
- The Chant (1961)

Con Roland Kirk
- Domino (1962)

Con Steve Lacy
- Soprano Sax (1957)

Con Abbey Lincoln
- That's Him (1957)
- It's Magic (1958)

Con Booker Little
- Booker Little (1960)

Con Chuck Mangione
- Recuerdo (1962)

Con Blue Mitchell
- Big 6 (1958)
- Blue Soul (1959)
- Blue's Moods (1960)
- A Sure Thing (1962)

Con Hank Mobley
- Peckin' Time (1958)
- Soul Station (1960)
- Roll Call (1961)
- Workout (1961)
- Another Workout (1961)

Con Wes Montgomery
- Bags Meets Wes! (1961)
- Full House (1962)
- Smokin' at the Half Note (1965)

Con Lee Morgan
- Here's Lee Morgan (1960)

Con Mark Murphy
- Rah (1961)

Con David Newman
- Staight Ahead (1960)

Con Art Pepper
- Gettin' Together (1960)

Con Sonny Red
- Out of the Blue (1959)

Con Dizzy Reece
- Star Bright (1959)

Con Wayne Shorter
- Introducing Wayne Shorter (1959)

Con Sonny Rollins
- Sonny Rollins, Vol. 1 (1956)
- Newk's Time (1957)

Con Don Sleet
- All Members (1961)

Con Frank Strozier
- Fantastic Frank Strozier (1959)

Con Art Taylor
- A.T.'s Delight (1960)

Con Teri Thornton
- Devil May Care (1960)

Con Phil Upchurch
- Feeling Blue (1967)

Con Dinah Washington
- Back to the Blues (Dinah Washington album)|Back to the Blues (1962)